# 砂蛸
砂蛸（学名：Octopus aegina），是章鱼目章鱼科章鱼属的一种。主要分布于新加坡、中国大陆，常栖息在水深80米以内大陆架。